# Haverstraw (hrabstwo Rockland)
Haverstraw – wieś w Stanach Zjednoczonych, w stanie Nowy Jork, w hrabstwie Rockland.